# Weißschwanz-Kurzkopfratte
Die Weißschwanz-Kurzkopfratte (Stenocephalemys albocaudatus) ist ein Nagetier in der Unterfamilie der Altweltmäuse (Murinae), das in Äthiopien vorkommt.
Das kennzeichnende Merkmal ist der weiße Schwanz, der nur spärlich mit fast unsichtbaren Haaren bedeckt ist. Die Art besitzt weiches Fell und ist der größte Vertreter der Gattung Äthiopische Kurzkopfratten. Sie erreicht eine Kopfrumpflänge von 10,6 bis 19,5 cm, eine Schwanzlänge von 11,2 bis 17,5 cm sowie ein Gewicht von 83 bis 198 g. Die Hinterfüße sind 2,1 bis 3,6 cm lang und die Länge der Ohren beträgt 2,4 bis 3,2 cm. Eine gelbe Linie trennt das dunkel sandfarbene Fell der Oberseite von der hellgrauen bis weißen Unterseite. Weitere Kennzeichen sind graue Ohren, dunkle Augenringe und weiße Füße. Bei Weibchen kommen fünf Paar Zitzen vor.
Die Weißschwanz-Kurzkopfratte lebt im Somali-Hochland zwischen 3000 und 4377 Meter Höhe. Sie hält sich in Mooren und im hügeligen Gelände auf, dass von Pflanzen der Gattungen Frauenmantel (Alchemilla), Artemisia und Strohblumen (Helichrysum) dominiert wird.
Laut der wenigen vorhandenen Studien ist die Art nachtaktiv und bodenbewohnend. Die Fortpflanzung erfolgt zwischen Mai und Oktober in der feuchteren Jahreszeit. Weibchen bringen durchschnittlich 3,6 Nachkommen pro Wurf zur Welt.
Gegenwärtig gibt es keine Pläne, das Verbreitungsgebiet der Art zu verändern. Die IUCN listet die Weißschwanz-Kurzkopfratte als nicht gefährdet (Least Concern).